# (5759) Zoshchenko
(5759) Zoshchenko (1980 BJ4) – planetoida z grupy pasa głównego asteroid okrążająca Słońce w ciągu 4 lat i 331 dni w średniej odległości 2,89 j.a. Została odkryta 22 stycznia 1980 roku przez Ludmiłę Karaczkinę.